# ダーラ・K・アンダーソン
ダーラ・K・アンダーソン（Darla K. Anderson）は、アメリカ合衆国カリフォルニア州グレンデール出身の映画プロデューサー。
ピクサーにおいて製作映画の平均興行収入は2億2100万ドルであり、2008年に「最も商業的に成功した映画プロデューサー」としてギネス・ワールド・レコーズに認定された。

## 経歴
カリフォルニア州グレンデールで生まれ育ち、サンディエゴ州立大学で環境デザインを学んだ。ピクサー入社前はAngel Studiosで働いていた。

## フィルモグラフィ
- 『トイ・ストーリー』 Toy Story (1995) - デジタル・エンジェル
- It's Tough to Be a Bug! (1998) - 製作総指揮
- 『バグズ・ライフ』 A Bug's Life (1998) - 製作[4]
- 『モンスターズ・インク』 Monsters, Inc. (2001) - 製作[4]
- 『マイクとサリーの新車でGO!』 Mike's New Car (2002) - スペシャルサンクス
- Exploring the Reef (2003) - スペシャルサンクス
- 『カーズ』 Cars (2006) - 製作[4]
- The Road to Cars (2006) - 出演
- 『メーターと恐怖の火の玉』 Mater and the Ghostlight (2006) - 製作総指揮
- 『カールじいさんの空飛ぶ家』 Up (2009) - スペシャルサンクス
- 『トイ・ストーリー3』 Toy Story 3 (2010) - 製作[3]